# هانتر تایلو
هانتر تایلو (به انگلیسی: Hunter Tylo) (زاده ۳ ژوئیه ۱۹۶۲) بازیگر، نویسنده و مدل پیشین آمریکایی است.
عمده شهرت وی در دنیا به خاطر نقش، دکتر تیلور هیس، در سریال تلویزیونی جسور و زیبا است.
در بین فارسی زبانان شاید شناخته شدنش به پخش سریال کوتاه تلویزیونی دختر مهاراجه بازگردد که با استقبال زیادی در ایران مواجه شد.
او این سریال کوتاه را در سال ۱۹۹۴ بازی کرد، اما نقشش در جسور و زیبا را از سال ۱۹۹۰ شروع کرده و تاکنون ادامه داشته‌است.

## فیلم شناسی
| سال       | عنوان                 | نقش                       | توضیحات                                                |
| --------- | --------------------- | ------------------------- | ------------------------------------------------------ |
| ۱۹۸۴      | آغاز                  | الیسون                    | با نام دوباره مور هارت                                 |
| ۱۹۸۵      | همهٔ فرزندان من        | رابین مک کال              | سریال تلویزیونی ، یک قسمت                              |
| ۱۹۸۸      | برش آخر               | آنا                       | فیلم                                                   |
| ۱۹۸۹      | روزهای زندگی ما       | مارینا تسکونا             | اپیزود #1.6108 از این سریال                            |
| ۱۹۹۰      | زورو                  | سنورا دل ری نوسو          | سریال تلویزیونی ، نام قسمت: مسائل خانوادگی             |
| ۱۹۹۴      | دختر مهاراجه          | ماسوآ شاندار              | سریال کوتاه تلویزیونی                                  |
| ۱۹۹۴-۱۹۹۵ | قانون برک             | اینگرید رز - پنلوپه جردن  | دو قسمت از سریال                                       |
| ۱۹۹۶      | بیواچ                 | هیتر                      | یک قسمت از این سریال                                   |
| ۱۹۹۷      | تشخیص قتل عمد         | کلیر مک کنا               | یک قسمت از این سریال                                   |
| ۲۰۰۱      | لانگ شات              | ریچل مونتگمری             | فیلم                                                   |
| ۲۰۰۳      | آن زن جاسوس است       | آندرس سارلین - دکتر مارکس | یک قسمت از این سریال                                   |
| ۲۰۰۴      | جایی که خانه نام دارد | بیلی جیترز                | تله فیلم                                               |
|           | آنها در بین ما هستند  | جون                       | تله فیلم                                               |
| ۲۰۰۵      | داون و دربی           | تری مونتانا               | فیلم                                                   |
|           | مرد کوسه ای           | آملیا لاکهارت             | تله فیلم                                               |
| ۱۹۹۰-۲۰۱۲ | جسور و زیبا           | دکتر تایلر هیس            | سریال روزانه تلویزیونی ، ایفای نقش در بیش از هزار قسمت |